# Chiesa della Concezione (San Cristóbal de La Laguna)
Iglesia Matriz de la Concepción (Chiesa della Concezione), dedicata al dogma dell'Immacolata Concezione è una chiesa della città di San Cristóbal de La Laguna, isola di Tenerife (Isole Canarie, Spagna).

## Storia
La chiesa fu costruita nel 1511 ed ha subito diverse modifiche e miglioramenti nel corso degli anni. Il suo elemento più caratteristico è il campanile sul quale è possibile salire per avere una visione di gran parte della città di San Cristóbal de La Laguna. Il campanile è in stile toscano e ha una architettura molto simile al campanile del Duomo di Torino (Italia). La Chiesa della Concezione è stata dichiarata sito culturale come monumento storico nazionale nel 1948.
All'interno del tempio è l'olio miracoloso di San Giovanni Evangelista, trasudato miracolosamente da un'icona durante un'epidemia di Peste nera nel 1648: dopo il miracolo la malattia scomparve dall'isola.
La Chiesa della Concezione è sede di numerose confraternite, tra cui la Pontificia, Imperial, Real y Venerable Hermandad de la Purísima Concepción, che nel 1757 è stata aggiunta alla Confraternita dell'Immacolata Concezione della Basilica di San Lorenzo fuori le mura a Roma.
L'8 dicembre di ogni anno si celebra nella chiesa la "Festa dell'Immacolata Concezione", che è una delle più importanti della città. Quel giorno si celebra una messa solenne presieduta dal Vescovo di Tenerife, poi il sindaco consegna lo scettro della città a immagine dell'Immacolata Concezione e infine ha luogo una processione.
Fuori dal tempio accanto alla porta d'ingresso si trova il Monumento a Papa Giovanni Paolo II, opera dello scultore polacco Czeslaw Dzwigaj. Esso rappresenta il pontefice che benedice due bambini vestiti in costumi tradizionali delle isole Canarie. La statua è stata portata dalla Polonia ed è stata benedetta dal vescovo di Tenerife, Bernardo Álvarez Afonso e dall'arciprete della Basilica di Santa Maria Maggiore di Roma, Santos Abril y Castelló.

## Galleria d'immagini

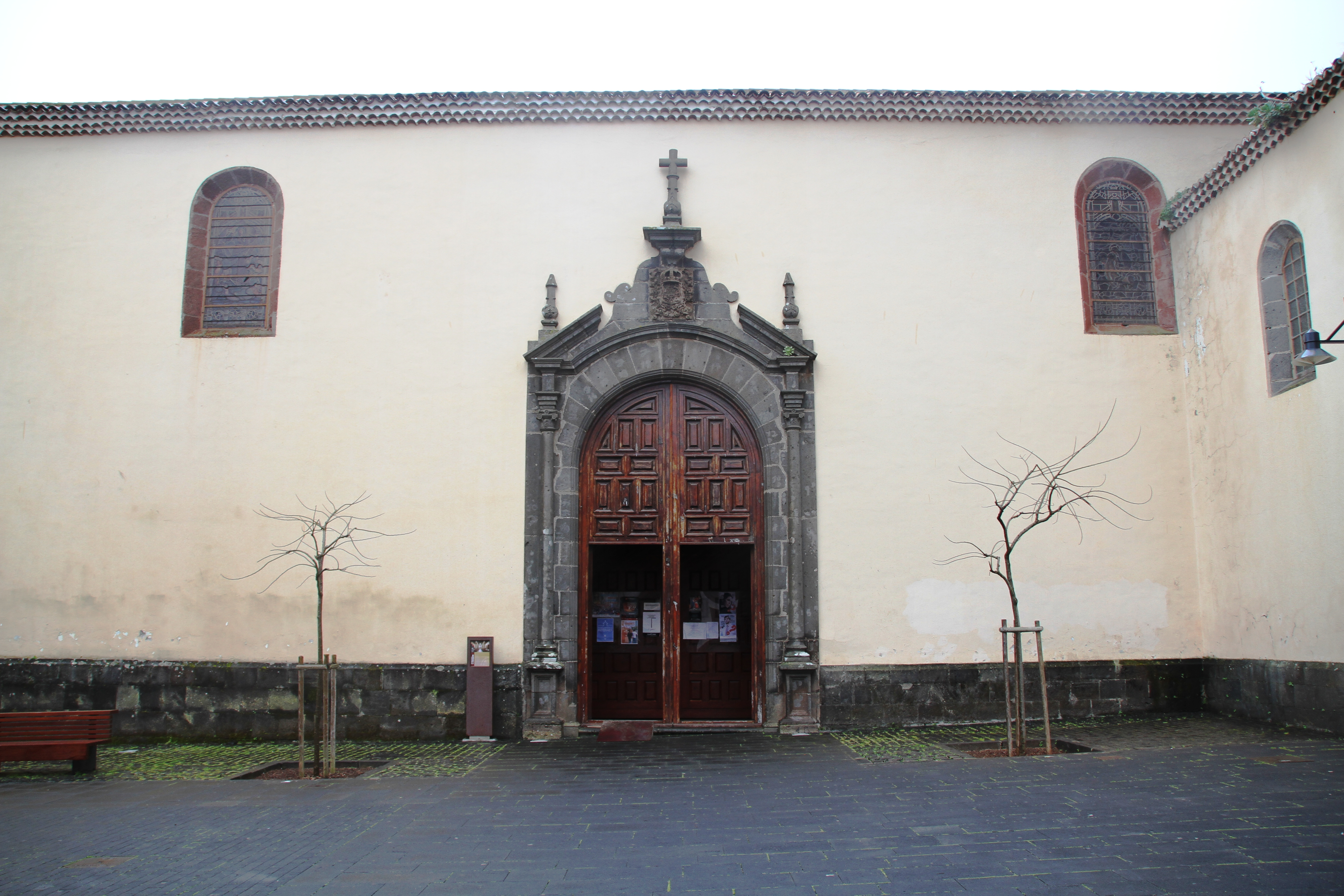
Esterno
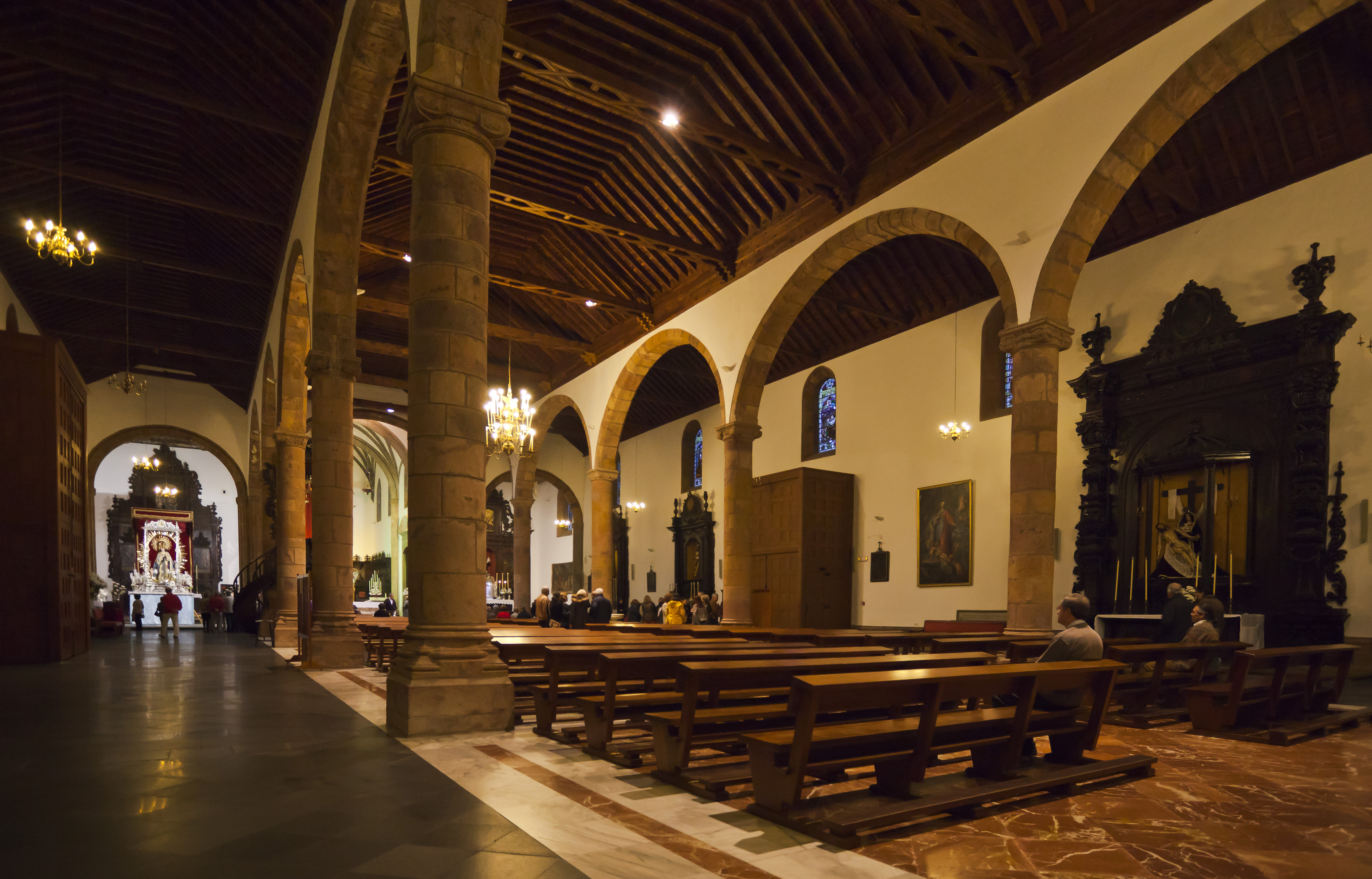
Interno della chiesa
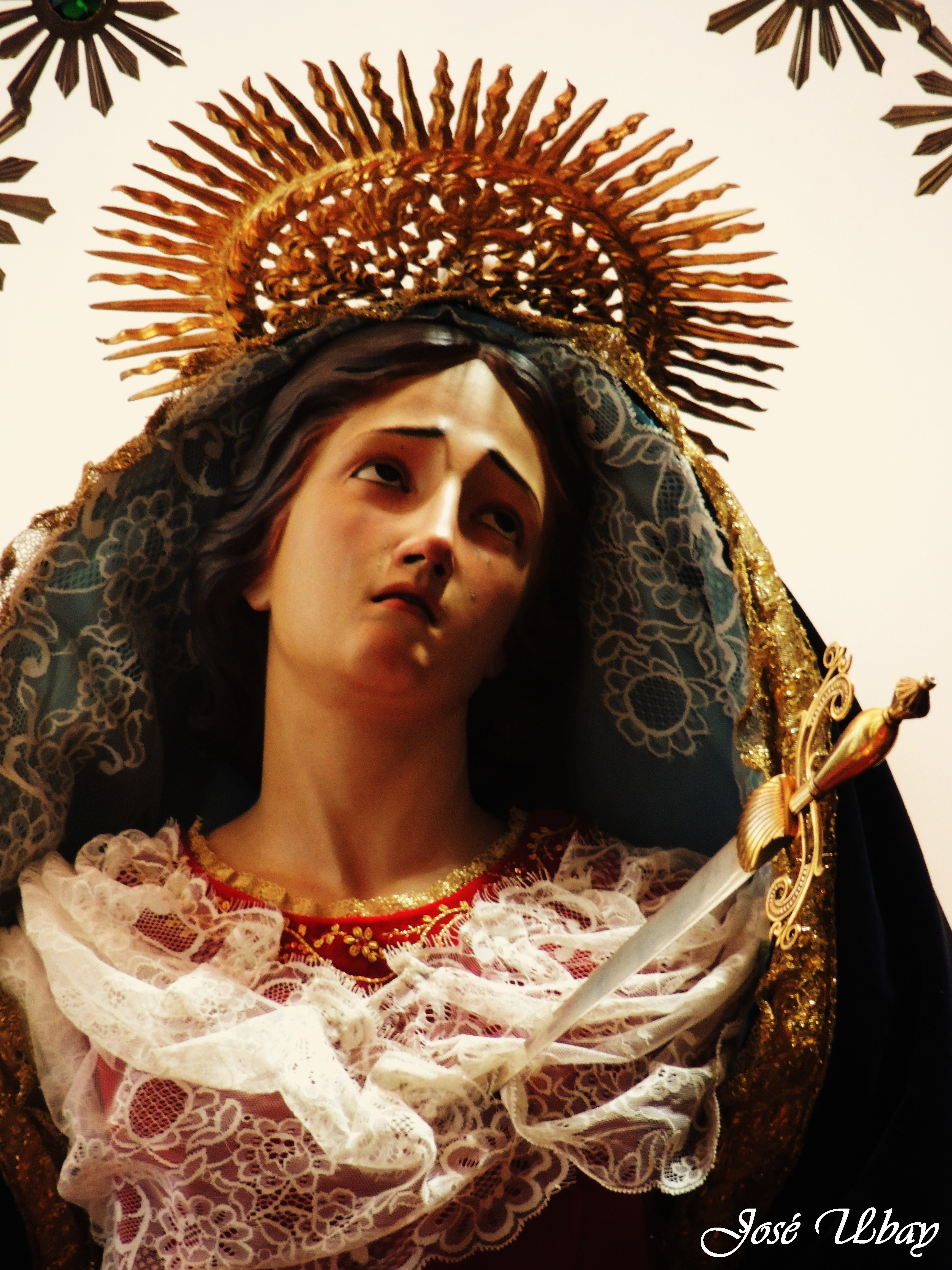
Maria Addolorata
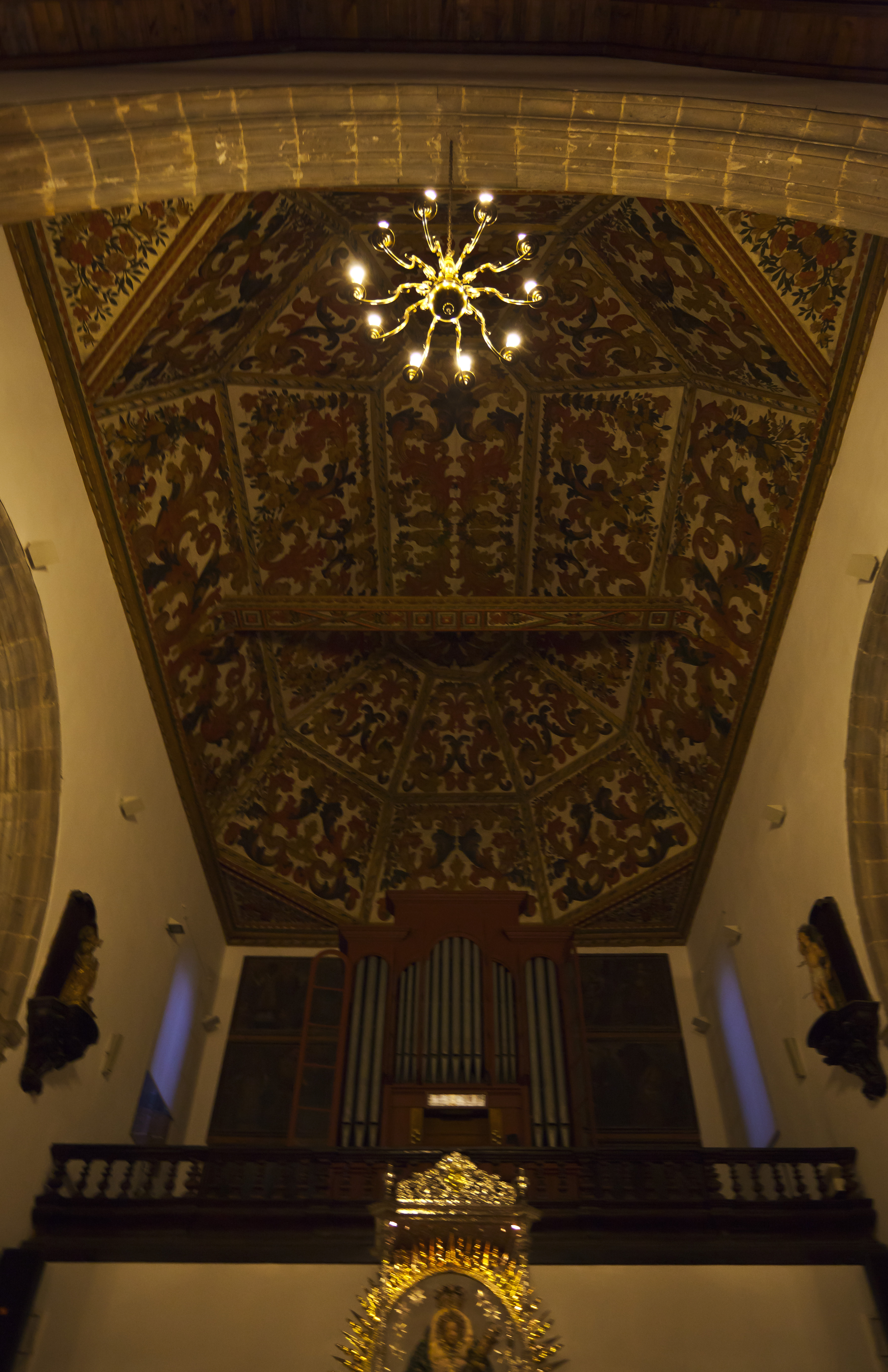
Pannellatura del soffitto
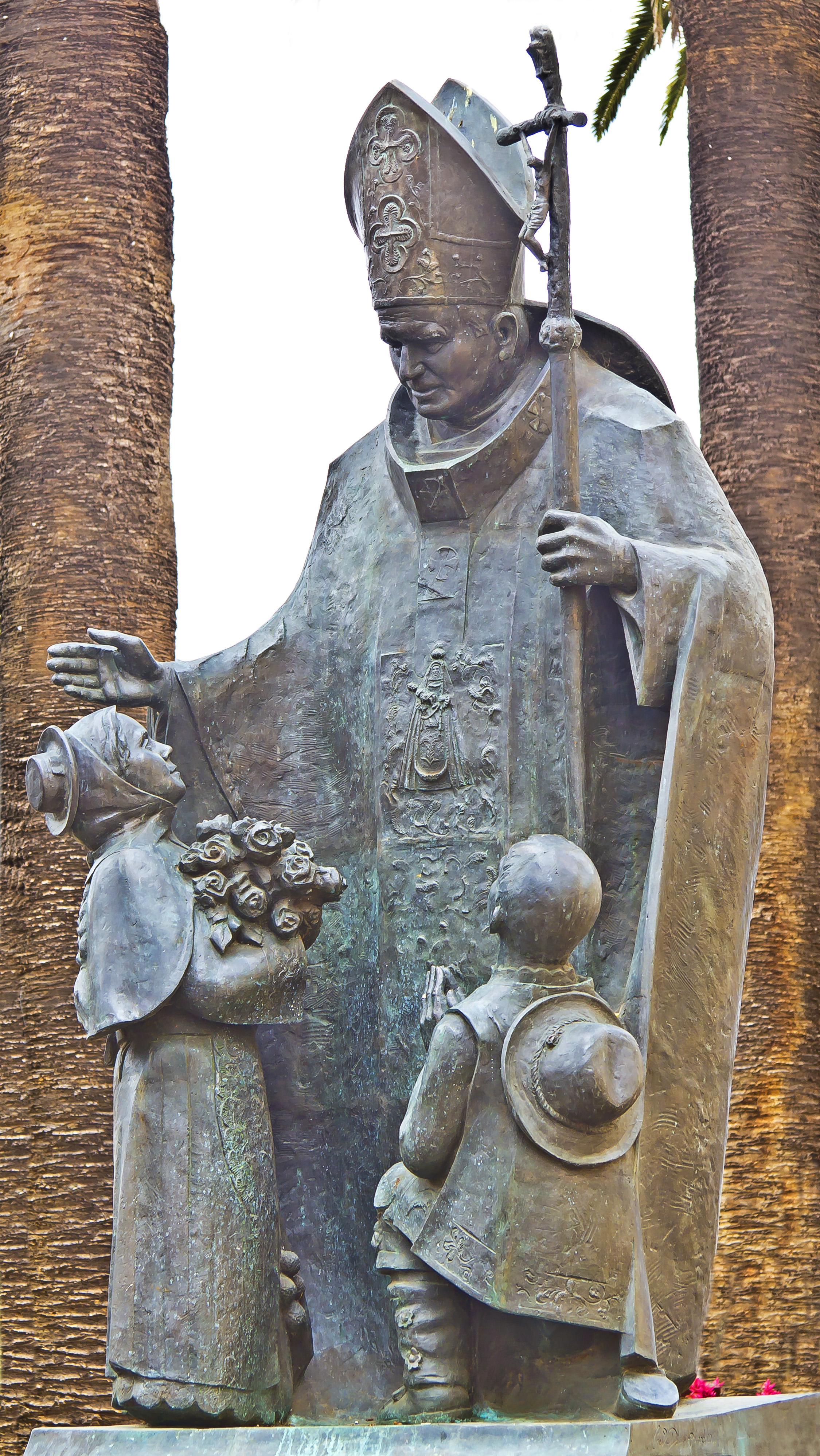
Monumento a Papa Giovanni Paolo II